# Кузякин, Гавриил Васильевич
Гаврии́л Васи́льевич Кузя́кин (29 августа [11 сентября] 1916, д. Клишино, Курская губерния — 29 мая 1995 года, Старый Оскол, Белгородская область) — советский пограничник, Герой Советского Союза (1940), полковник.

## Биография
Родился 29 августа (11 сентября) 1916 года в деревне Клишино Льговского уезда, Курской губернии (ныне Льговского района Курской области) в крестьянской семье. Русский. Окончив 4 класса школы, работал в сельском хозяйстве. С 1931 года устроился на работу машинистом депо станции Льгов-2.
С сентября 1937 года служил в пограничных войсках НКВД СССР. Окончил школу снайперов при 3-м пограничном полку НКВД СССР, в котором позднее служил. В августе 1939 года переведён в 68-й пограничный отряд.
Участник советско-финской войны 1939-40 годов. С 29 января по 13 февраля 1940 года снайпер 2-й роты 5-го пограничного полка войск НКВД комсомолец красноармеец Г. В. Кузякин, находясь в полном окружении с гарнизоном заставы Хилико-2, под сильным артиллерийским огнём отражал атаки превосходящих сил противника. С 2 февраля в течение 10 дней пограничники питались только сухарями, галетами и водой из растопленного снега. 11 февраля был ранен в лицо от взрыва мины. Заменив погибшего командира отделения, воодушевлял своей храбростью уцелевших бойцов, героически отбивших атаку. После гибели пулемётчиков установил на позиции два ручных пулемёта и поочерёдно вёл из них огонь по противнику сам снаряжая магазины пулемётов и забрасывая врагов гранатами. В течение 13 дней, без сна и отдыха, периодически теряя сознание от потери крови и 35—40 градусных морозов, дважды раненный Кузякин продолжал оборонять позиции отделения. Отдав свой личный запас продовольствия раненным товарищам последние 8 суток голодал. После падения северного блокгауза возглавил группу из 34 человек из которых 31 были ранены и контужены повёл её на прорыв, а затем вывел её в расположение полка, на заставу Хилико-3.
Указом Президиума Верховного Совета СССР от 26 апреля 1940 года «за успешное выполнение боевых заданий Правительства по охране государственных границ и проявленные при этом отвагу и геройство» красноармейцу Кузякину Гавриилу Васильевичу присвоено звание Героя Советского Союза с вручением ордена Ленина и медали «Золотая Звезда».
После подписания перемирия с Финляндией Г. В. Кузякин продолжил военную службу. В 1941 году окончил Ленинградское военное училище войск НКВД СССР имени К. Е. Ворошилова. Ещё будучи курсантом этого училища, принял в июле 1941 года участие в составе сводного полка курсантов в боях на дальних подступах к Ленинграду. В конце июля все курсанты были досрочно выпущены из училища.
Участник Великой Отечественной войны. С июня 1941 года воевал в составе 945-го стрелкового полка 262-й стрелковой дивизии на Северо-Западном и Калининском фронтах. Командовал ротой автоматчиков. Участвовал в оборонительных боях у Старой Руссы и у Валдая. 5 декабря 1941 года переведён командиром роты автоматчиков в 950-й стрелковый полк той же дивизии и там отличился в Калининской наступательной операции, в том числе непосредственно в боях за Калинин, но вскоре, в бою 18 декабря 1941 года получил пулевое ранение в живот, после госпиталя вновь вернулся в действующую армию в этот полк. Был на фронте до июня 1942 года, когда его направили на учёбу.
В 1942 году окончил ускоренные курсы усовершенствования командного состава при Военной академии РККА имени М. В. Фрунзе.
После учёбы командовал батальоном, а с августа 1943 года служил заместителем по строевой части командира 205-го полка войск НКВД 17-й дивизии войск НКВД по охране особо важных предприятий промышленности (полк нёс службу в городе Горький). Член ВКП(б) с 1944 года.
В 1950 году Г. В. Кузякин окончил Курсы усовершенствования офицерского состава внутренних войск МВД СССР. Служил на различных должностях в частях внутренних войск. С ноября 1957 года полковник Г. В. Кузякин — в запасе.
С конца 1980-х годов жил в городе Старый Оскол Белгородской области.
Умер 29 мая 1995 года в Старом Осколе. Похоронен на Каплинском кладбище в Старом Осколе.

## Награды и звания
- Герой Советского Союза (26.04.1940, медаль «Золотая Звезда» № 88)[5][7];
- Орден Ленина (26.04.1940)[7];
- Орден Красного Знамени (30.12.1956)[7];
- Орден Отечественной войны I степени (11.03.1985)[7];
- Орден Отечественной войны II степени (6.11.1947)[6];
- Орден Красной Звезды (5.11.1954)[7];
- Медаль «За боевые заслуги» (6.08.1949)[7];
- Медаль «За победу над Германией в Великой Отечественной войне 1941—1945 гг.» (9.05.1945)[7];
- Ряд других медалей СССР.
- Почётный гражданин города Старый Оскол[3].

## Память
4 мая 1997 года в Старом Осколе открыт памятник Г. В. Кузякину. Здесь же проводятся ежегодные мотокроссы, посвящённые его памяти.